# مارلوس مورنو
مارلوس مورنو دوران (اسپانیایی: Marlos Moreno Durán‎؛ زادهٔ ۲۰ سپتامبر ۱۹۹۶) بازیکن فوتبال اهل کلمبیا است.

## باشگاهی
از باشگاه‌هایی که در آن بازی کرده‌است می‌توان به اتلتیکو ناسیونال، منچستر سیتی، دپورتیوو لاکرونیا و ژیرونا اشاره کرد.

## تیم ملی
وی همچنین در تیم ملی فوتبال کلمبیا بازی کرده‌است.